# Partit Socialista d'Okinawa
El Partit Socialista d'Okinawa o Partit de les Masses Socials d'Okinawa (沖縄社会大衆党, Okinawa Shakai Taishū-tō) és un partit polític local de la Prefectura d'Okinawa. El partit és d'ideologia socialdemòcrata i pacifista. No s'ha de confondre amb el partit del mateix nom que va actuar com a secció local del Partit Socialista del Japó a principis de la dècada dels 60.

## Història
El partit va ser fundat el 31 d'octubre de 1950 durant l'ocupació estatunidenca de les illes Ryūkyū. El 29 d'abril de 1952, el partit va llançar la plataforma "Associació per a la Reversió al Japó" la qual va inciar una recollida de signatures per a demanar la reunificació amb el Japó. La campanya va aconseguir més de 199.000 signatures (vora el 72% del cens electoral d'Okinawa). Aquesta campanya va ser liderada per les forces locals esquerranes, tant el pròpi partit de les masses socialistes com el Partit Popular d'Okinawa, el qual després de la reunificació de 1972 es va fusionar amb el Partit Comunista Japonés. El PSO, en canvi, no es va unir a cap partit japonés després de la reunificació, romanent fins al dia d'avui com un partit exclusivament local. El partit va tindre un paper dominant com a líder de les forces d'esquerra a l'arxipèlag. Tot i això, després de la deriva cap a la dreta dels demobudistes del Kōmeitō els quals van començar a donar suport al Partit Liberal Democràtic del Japó per tot arreu del país, l'esquerra ha començat progressivament a perdre força a les illes. Actualment el PSO es troba a un govern de coalició a l'assemblea prefectural amb el Partit Socialdemòcrata, els comunistes i els independents. La formació te representació a l'Assemblea Prefectural, a la Cambra de Consellers del Japó i a les ciutats més importants de la prefectura, com Naha, la capital.

## Resultats electorals

### Eleccions a l'Assemblea Prefectural d'Okinawa
- Els resultats de 1952 a 1968 corresponen a la cambra legislativa d'Okinawa durant l'ocupació dels Estats Units d'Amèrica.

| Any  | Vots    | %     | Escons  | +/- |
| ---- | ------- | ----- | ------- | --- |
| 1952 | ???     | ???   | 11 / 31 | Nou |
| 1954 | 129.610 | 41,4  | 12 / 29 | 1   |
| 1956 | 74.072  | 22,1  | 8 / 29  | 4   |
| 1958 | 77.581  | 22    | 9 / 29  | 1   |
| 1960 | 117.720 | 31,29 | 5 / 29  | 4   |
| 1962 | 92.774  | 30,68 | 7 / 29  | 2   |
| 1965 | 82.672  | 27,07 | 7 / 32  | =   |
| 1968 | 106.396 | 24,49 | 9 / 32  | 2   |
| 2004 | ???     | ???   | 4 / 48  | =   |
| 2008 | ???     | ???   | 2 / 48  | 2   |
| 2012 | ???     | ???   | 3 / 48  | 1   |
| 2016 | ???     | ???   | 3 / 48  | =   |